# كوغاليم أفيا الرحلة 348
كوغاليم أفيا الرحلة 348 طائرة توبوليف تو 154B-2 التابعة لكوغاليم أفيا كانت تحمل علي متنها 126 راكبا و8 من أفراد الطاقم وكانت متجهة من سورغوت إلي موسكو في 1 يناير 2011 وبينما كانت تسير في منتصف المدرج أخذ المحرك الثاني والإطارات 62 و64 بالاشتعال وأنحرفت عن المدرج وهرب الركاب والطاقم بسرعة ولكن مات 3 أشخاص ونجا 131 شخصا وجرح 43 شخصا وكان الحادث لم يتبع التعليمات من حادث الرحلة 28 (الرحلات الجوية البريطانية) عام 1985.